# Теста, Карина
Карина Теста (фр. Karina Testa; род. 5 августа 1981, Канны, Франция) — французская актриса. В 2009 году была номинирована на премию «Люмьер».

## Карьера
Известность пришла к актрисе после главной роли в фильме ужасов «Граница» (2007). Также сыграла главную женскую роль в другом ужастике — «Тень» (2009).  
Также принимала участие в озвучивании мультфильма «Кот раввина» (2011).

## Фильмография
| Год  |   | Русское название   | Оригинальное название | Роль      |
| ---- | - | ------------------ | --------------------- | --------- |
| 2005 | ф | Ze фильм           | Ze Film               | Сорайя    |
| 2007 | ф | Граница            | Frontière(s)          | Ясмин     |
| 2009 | ф | Тень               | Shadow                | Анджелина |
| 2011 | ф | 100 миллионов евро | Les Tuche             | Сальма    |
| 2013 | с | Одиссей            | Odysseus              | Клеа      |

## Озвучивание
| Год  |    | Русское название | Оригинальное название | Роль           |
| ---- | -- | ---------------- | --------------------- | -------------- |
| 2011 | мф | Кот раввина      | Le chat du rabbin     | подруга Злабии |